# Harriet Butler
Harriet Butler, née le 25 mai 1873 et morte le 11 mai 1935, est une joueuse de tennis américaine de la fin du XIXe siècle. 
Elle a notamment remporté l'US Women's National Championship en 1893 en double dames aux côtés d'Aline Terry. 

## Palmarès (partiel)

### Titre en double dames
| No | Date       | Nom et lieu du tournoi                 | Catégorie | Surface      | Partenaire  | Finalistes                 | Score    |          |
| -- | ---------- | -------------------------------------- | --------- | ------------ | ----------- | -------------------------- | -------- | -------- |
| 1  | 20/06/1893 | US National Championships Philadelphie | G. Chelem | Gazon (ext.) | Aline Terry | Augusta Schultz Miss Stone | 6-4, 6-3 | Parcours |

## Parcours en Grand Chelem (partiel)
Si l’expression « Grand Chelem » désigne classiquement les quatre tournois les plus importants de l’histoire du tennis, elle n'est utilisée pour la première fois qu'en 1933, et n'acquiert la plénitude de son sens que peu à peu à partir des années 1950.

### En simple dames
| Année | - | - | - | - | Wimbledon | Wimbledon | US National    | US National      |
| 1892  | - | - | - | - | -         | -         | 1/4 de finale  | Annabella Wistar |
| 1893  | - | - | - | - | -         | -         | 1er tour (1/8) | Augusta Schultz  |

À droite du résultat, l’ultime adversaire.

### En double dames
| Année | - | - | - | - | Wimbledon | Wimbledon | US National          | US National           |
| 1893  | - | - | - | - | -         | -         | Victoire Aline Terry | A. Schultz Miss Stone |

Sous le résultat, la partenaire ; à droite, l’ultime équipe adverse.

### En double mixte
| Année | - | - | - | - | Wimbledon | Wimbledon | US National               | US National               |
| 1892  | - | - | - | - | -         | -         | 1/2 finale Joseph Janney  | Mabel Cahill C. Hobart    |
| 1893  | - | - | - | - | -         | -         | 1/4 de finale L. Lansdale | E. Bankston Robert Wilson |

Sous le résultat, le partenaire ; à droite, l’ultime équipe adverse.